# Stitch! The Movie
Stitch! The Movie is een Amerikaanse animatiefilm uit 2003. De film is een direct-naar-video spin-off van de film Lilo & Stitch. De film werd geregisseerd door Tony Craig en Robert Gannaway

## Verhaal
De film begint bij de ontslagen Kapitein Gantu. Hij wordt opgeroepen door Dr. Hämsterviel, een kwaadaardig genie die blijkbaar al Jumba’s onderzoek bij het maken van Stitch heeft gefinancierd. Hij wil dat Gantu Jumba voor hem vangt. Ondertussen, op aarde, zit het Stitch niet lekker dat hij mogelijk de enige van zijn soort is.
Gantu slaagt erin Jumba te vangen, en vindt daarbij ook een kleine blauwe bol met het nummer 625 erop. Lilo en Stitch achtervolgen Gantu in Jumba’s schip, maar raken hem kwijt.
Terug in hun huis verteld Pleakley dat Jumba mogelijk is gevangen door Gantu vanwege de andere experimenten. Het blijkt dat Stitch helemaal niet de enige van zijn soort is: Jumba heeft nog 625 andere genetische experimenten gemaakt. Deze experimenten zijn momenteel in gevriesdroogde toestand opgeslagen in kleine bollen, die Jumba heeft opgeslagen in een container en meegenomen naar de aarde toen hij en Pleakley Stitch moesten vangen. Stitch en Lilo vinden de container, en laten experiment 221 ontwaken.
Ondertussen wordt Jumba door Dr. Hämsterviel ondervraagt. Daar hij Jumba niet kan intimideren, laat hij experiment 625 los. 625 is een prototype van Stitch, en Hämsterviel hoopt dat hij Jumba wel aan het praten krijgt. Maar al snel blijkt dat 625 een mislukt prototype is: hij heeft weliswaar alle krachten van Stitch, maar is te lui om deze te gebruiken. Hij brengt zijn tijd liever door met het maken van broodjes.
Hämsterviel contacteert Pleakley en eist de overage 624 experimenten als losgeld voor Jumba. Pleakley gaat akkoord, maar bij de overdracht ontdekt Hämsterviel dat er een experiment ontbreekt (de ontsnapte 221). Lilo en Stitch hebben 221 ondertussen opgespoord en gevangen. Lilo heeft hem de naam Sparky gegeven vanwege zijn elektrische krachten. Sparky bevrijd Jumba, waarna opeens een tweede ruimteschip opduikt uit zee. Het blijkt dat Pleakley in het geheim de raadsvrouw van de United Galactic Federation heeft gewaarschuwd. Ze kan echter niets doen daar Hämsterviel de andere experimenten heeft. Wanneer Hämsterviel en Gantu willen vertrekken, dringen Lilo & Stitch het schip binnen. Terwijl het schip boven Hawaï vliegt gooit Lilo de container met experimentbollen naar buiten.
Met behulp van Sparky wordt Hämsterviel verslagen en gearresteerd. Probleem is alleen dat nu 623 genetische experimenten verspreid zijn over het hele eiland. De meeste zijn nog steeds gevriesdroogd, maar een druppel water is al genoeg om ze te laten ontwaken. Lilo & Stitch nemen de taak op zich de experimenten op te sporen en allemaal een plek te geven waar ze hun krachten voor iets goeds kunnen gebruiken. Sparky krijgt als taak de oude vuurtoren van stroom te voorzien.
Gantu en 625 blijven achter op aarde, en maken zich eveneens klaar om op de experimenten te gaan jagen.
de tv serie gaat hierop verder

## Rolverdeling
| Acteur                   | Personage                   |
| ------------------------ | --------------------------- |
| Daveigh Chase            | Lilo                        |
| Chris Sanders            | Stitch                      |
| Tia Carrere              | Nani                        |
| David Ogden Stiers       | Dr. Jumba Jookiba           |
| Kevin McDonald           | Pleakley                    |
| Ving Rhames              | Cobra Bubbles               |
| Dee Bradley Baker        | David Kawena                |
| Kevin Michael Richardson | Captain Gantu               |
| Jeff Bennett             | Dr. Jacques von Hamsterviel |

## Nederlandse Cast
- Lilo - Vivian van Huiden
- Stitch - Bob van der Houven
- Nani - Nurlaila Karim
- Jumba - Huib Broos
- Pleakley - Bram Bart
- Cobra Bubbles - Pim Koopman
- David - John Jones
- Kapitein Gantoe - Hero Muller
- Dokter Hämsterviel - Olaf Wijnants
- Bevel van de raadsvrouw - Anne Wil Blankers
- Experiment 625 - Reinder van der Naalt
- Hoela meester - Freddy Gumbs

## Achtergrond
De film diende als pilotaflevering voor Lilo & Stitch: The Series.
De werktitel van de film was Lilo & Stitch: A New Ohana.

## Prijzen en nominaties
In 2004 werd Stitch! The Movie genomineerd voor twee prijzen, maar won deze niet:
- De Annie Award voor Outstanding Achievement in an Animated Home Entertainment Production
- De Golden Reel Award voor Best Sound Editing in Direct to Video